# Hadrurochactas cristinae
Espèce
Hadrurochactas cristinae est une espèce de scorpions de la famille des Chactidae.

## Distribution
Cette espèce est endémique de Guyane. Elle se rencontre vers Roura.

## Description
Le mâle holotype mesure 18,9 mm.

## Étymologie
Cette espèce est nommée en l'honneur du Dr. Cristina Benros-Ythier.

## Publication originale
- Ythier, 2018 : A synopsis of the scorpion fauna of French Guiana, with description of four new species. Zookeys, no 764, p. 27–90 (texte intégral).